# Herbert Bomski
Herbert Bomski (* 19. März 1926 in Klösterlich Neudorf, Landkreis Hoyerswerda; † 29. Mai 2014) war ein deutscher Politiker der Sozialistischen Einheitspartei Deutschlands (SED) in der Deutschen Demokratischen Republik (DDR). Er war von 1954 bis 1958 Oberbürgermeister von Cottbus und 1973/74 Staatssekretär im Ministerium für Bezirksgeleitete Industrie und Lebensmittelindustrie.

## Leben
Bomski, Sohn einer Landarbeiterin und eines Bergmanns, ging nach der Volksschule 1940 in eine Verwaltungslehre und war bis 1943 Aushilfsangestellter am Landratsamt Hoyerswerda. 1943 wurde er zum Reichsarbeitsdienst und noch im selben Jahr in die deutsche Wehrmacht eingezogen. Im April 1945 geriet er in Italien in US-amerikanische Kriegsgefangenschaft, aus der er im Februar 1946 entlassen wurde.
1946 arbeitete Bomski im Tiefbau in Hoyerswerda, trat in die Sozialdemokratische Partei Deutschlands (SPD) ein und wurde im selben Jahr SED-Mitglied. Bis 1950 war er als Sachbearbeiter, später Abteilungsleiter bei der Sozialversicherungskasse Hoyerswerda tätig und war danach bis 1952 persönlicher Referent des Landrats und Sekretär beim Rat des Kreises Hoyerswerda. 1952/53 war Bomski Direktor der Kreisvolkshochschule Hoyerswerda. 1953/54 studierte er an der Deutschen Akademie für Staats- und Rechtswissenschaften in Potsdam.
Von 1954 bis 1958 war Bomski, als Nachfolger von Margarete Schahn, Oberbürgermeister von Cottbus. Von 1958 bis 1960 war er Sekretär der Bezirkshandwerkskammer Cottbus und 1960/61 Mitarbeiter der Staatlichen Plankommission, Abteilung Bezirke, Sektion Handwerk und gleichzeitig bis 1965 Sektorenleiter und Abteilungsleiter für Handwerk und Kommunalwirtschaft beim Volkswirtschaftsrat in Ostberlin.
1965/66 studierte Bomski an der Parteihochschule des Zentralkomitees der KPdSU in Moskau und war dann bis 1968 Abteilungsleiter für Öffentliche Versorgungswirtschaft und Leiter des Büros des Ministers für Bezirksgeleitete Industrie und Lebensmittelindustrie der DDR. Ab 1968 war er Abteilungsleiter für Planung und Ökonomie, später Leiter des Messestabes sowie 1973/74 Staatssekretär im Ministerium für Bezirksgeleitete Industrie und Lebensmittelindustrie. Im Oktober 1973 wurde er mit dem Vaterländischen Verdienstorden in Bronze ausgezeichnet.
Bomski starb im Alter von 88 Jahren und wurde auf dem Waldfriedhof Hoyerswerda bestattet.